# Badungue
Badungue (em indonésio: Badung) é uma regência (kabupaten) da ilha e província de Bali, Indonésia, situada a oeste, norte e sul de Dempassar, a capital da ilha, que até à segunda metade do século XX se chamava Badungue. Tem 418,52 km² de área terrestre e em 2022 a estimativa oficial de população era 549 527 habitantes (densidade: 1 313 hab./km²). A capital da regência é a cidade de Mangupura, situada no interior norte.
Nas décadas recentes assistiu-se a um enorme aumento de população, que abrandou significativamente a partir de 2010. A maior região da área metropolitana de Dempassar pertence administrativamente a Badungue, o mesmo acontecendo com as regiões de Bali com mais turistas, como Cuta, Legian, Seminyak, Jimbaran, Nusa Dua, Canggu, Uluwatu e Mengwi. O Aeroporto Ngurah Rai, o mais importante de Bali, também se situação na regência. A parte norte é relativamente pouco povoada, ao contrário da parte sul entre sul e oeste de Dempassar até Canggu.
Muitos habitantes da regêngia de Badungue são originários de fora do Bali, para onde foram trabalhar, o que faz com haja maior diversidade étnica do que nas regências mais rurais, embora muitas das áreas de Badungue ainda são de carácter rural e agrícola.

## Subdivisões administrativas
A regência está dividida em 6 distritos kecamatan.
| Distrito | População (2022) | Área (km²) | Dens. pop. (hab.km²) | Capital   | Num. de aldeias [◊] |
| --- | ---------------- | ---------- | -------------------- | --------- | ------------------- |
| Abiansemal | 66 100           | 69,01      | 957,83               | Blahkiuh  | 0 / 18              |
| Cuta Sul (Kuta Selatan)                                                                                           | 131 400          | 101,13     | 1 299,32             | Jimbaran  | 3 / 3               |
| Cuta | 59 300           | 17,52      | 3 384,7              | Cuta      | 5 / 0               |
| Cuta Norte (Kuta Utara)                                                                                           | 95 400           | 33,86      | 2 817,48             | Kerobokan | 3 / 3               |
| Mengwi | 13 320           | 82         | 162,44               | Mengwi    | 5 /15               |
| Petang | 31 100           | 115        | 270,43               | Petang    | 0 / 7               |
| Totais | 549 527          | 418,52     | 1 313,02             |           | 16 / 46 (62)        |
| [◊] ^ O primeiro número refere-se a kelurahans (núcleos urbanos ou cidades) e o segundo a desas (aldeias rurais). |                  |            |                      |           |                     |